# Nomade i storbyen
|  | Denne artikel er oprettet af botten PalnaBot ud fra en ekstern database. Den kan derfor have sproglige fejl eller mangler. Denne skabelon kan fjernes efter kontrol af indholdet. |

Nomade i storbyen er en film instrueret af Oliver Mark Batchelor, Jeppe Guldagger.

## Handling
Filmen bevæger sig mellem to yderpunkter i det tanzaniske samfund, fra fine "hvide" turisthoteller i Dar es Salaam til masaiernes landsbyer i "bushen", med Ibrahim Olemakasi som vores fører. Hvordan er det at leve et sådan splittet liv med et ben i den moderne verden og et andet i det traditionelle samfund? Mange masaier må leve sådan. Ibrahim fortæller på afrikansk-engelsk.